# Вина (сериал)
„Вина“ е български сериал, който се излъчва премиерно по БНТ 1 от 5 януари 2023 г. Режисьор е Виктор Божинов, а сценарият е на Ваня Николова, Нели Димитрова и Екатерина Николова, по идея на Симон Еди Шварц. В сериала участват Владимир Зомбори, Михаил Билалов, Елена Телбис, Кристина Верославова, Параскева Джукелова, Герасим Георгиев – Геро, Силвия Лулчева и Светлана Янчева. Във втори сезон към актьорския състав се присъединяват Лилия Маравиля и Мая Бежанска.
Снимките на първи сезон се провеждат през април 2022 г. Първият трейлър на сериала излиза на 6 декември 2022 г.

## Сюжет
Филип (Владимир Зомбори) пристига за кратко в България, упълномощен от майка си да продаде винарната на покойния ѝ брат. Много скоро лозята, хората и своенравната еноложка на избата – Елина (Елена Телбис), го очароват и той променя семейните планове. Вместо да продава, Филип решава да възроди винарната, но активите ѝ са отчайващи – дългове, залежали бъчви и работници, които скоро ще останат на улицата. Само Елина може да го измъкне от кашата, но баща ѝ, председателят на общинския съвет Андрей Бончев (Михаил Билалов), има други намерения за избата. Непримирим с новите обстоятелства, Филип търси местни съмишленици, а оставането му за неопределено време в България изостря отношенията със съпругата му Марта (Кристина Верославова). Войната между Филип и Андрей Бончев се разраства, загрубява и застрашава не един живот. Оказва се, че връзката между семействата на Филип и Елина имат корени, по-дълбоки и здрави дори от тези на лозите. Тайни и вина от миналото са напът да провалят всичко...

## Актьорски състав
- Владимир Зомбори – Филип[5],  е син на Зоя и съпруг на Марта, упълномощен от майка си да продаде наследствената винарна „Тодор Велчев“.
- Елена Телбис – Елина, дъщеря на Андрей и Цвета Бончеви,  енолог във винарна „Тодор Велчев“.
- Михаил Билалов – Андрей Бончев, баща на Елина, съпруг на Цвета, председател на общинския съвет, скрит съдружник във винарна „Тодор Велчев“.
- Параскева Джукелова – Цвета Бончева, съпруга на Андрей Бончев, майка на еноложката Елина, старша медицинска сестра.
- Кристина Верославова – Марта, съпруга на Филип.
- Герасим Георгиев – Наско, технолог и служител във винарната и приятел на Филип от детството.
- Силвия Лулчева – Зоя, майка на Филип.
- Климентина Фърцова – Радост, служител във винарната.
- Светлана Янчева[6] – игуменката Пелагия.
- Роберт Янакиев – адвокат Събев
- Лилия Маравиля – Дария
- Димитър Селенски – дядо Станко, служител във винарната.
- Дария Митушева – Антония, метреса на Бончев, а после - на Харизанов.
- Веселин Калановски – Харизанов
- Живко Сираков  - Пламен Харизанов (Харизанов младши)
- Лилия Абаджиева – Грета, секретарка  в общината
- Николай Брънзалов – Киряков
- Румен Гаванозов – Пейо
- Илия Ласин – Слави
- Юлий Нушев – кмет
- Иван Иванов – Ангел
- Веселин Анчев – Мустака
- Раден Касабов – Филип на 8 години
- Кристиян Йорданов – Наско на 12 години
- Йордан Данчев – инспектор
- Албена Чобанова – Посетителка
- Любомир Петкашев – Тодор
- Пламен Спиров – инспектор Щерев
- Теодор Куков – инспектор Манолов
- Ончо Алексенян – Кулишан
- Николай Найденов – съветник 1
- Ивелин Найденов – съветник 2
- Александър Митев – хотелиер
- Вероника Тодорова – продавачка
- Лъчезар Янакиев – експерт на полиграф
- Димитри Дубуисон - Кристоф Вале
- Маурицио Пироло - Маурицио Сенси
- Джан Пиеро Ротоли - Лука де Сантис
- Александър Хаджиангелов – Марко
- Ева Данаилова – Катина
- Изабела Иванов – Виола
- Велислав Павлов – Никола
- Фани Коларова – Теофана
- Петър Дочев – Емил
- Каталин Старейшинска – Ана
- Дарин Ангелов – Цар Борис III
- Стоян Цветков - Христо Зангов
- Йордан Стоименов - Корнишона
- Николай Брънзалов - Киряков

## Екип
- Режисьор на 12-серийния филм „Вина“ е Виктор Божинов.
- Сценаристи са Ваня Николова, Нели Димитрова и Екатерина Николова, по идея на Симон Еди Шварц.
- Продуцент: Българска национална телевизия
- Изпълнителен продуцент е Надежда Цветкова и продуцентска компания „Брод Филм“.
- Режисьор по монтажа – Нина Алтъпърмакова
- Композитор – Петър Дундаков
- Консултант – Вили Гълъбова
- Оператори – Калоян Божилов и Георги Гвоздев

## Продукция
На 9 април 2022 г. започват първите снимки на „Вина“. Първият снимачен сезон е заснет в с. Хърсово до Мелник.
На 15 август 2023 г. започват снимките на втори сезон.

## Епизоди
| Сезон | Епизод | Премиера            | Заглавие         | Сюжет | ТВ Канал | Времетраене |
| ----- | ------ | ------------------- | ---------------- | --- | -------- | ----------- |
| 1     | 1      | 5 януари 2023 г.    | Совиньон блан    | Тодор, собственик на винарна в района на Сандански, е починал. Той няма наследници освен сестра му, която от дълги години живее в САЩ. От Калифорния за погребението пристига племенникът му Филип заедно с жена си Марта. Те не смятат да се задържат дълго – таен купувач е направил предложение за откупуване на винарната. Когато пристигат, Филип се запознава с персонала – енологът Елина, старият му приятел Наско, търговският директор Киряков, бай Слави, Пейо. Във винарната идва и Андрей – каубоят, който се държи като джигит на пътя. Той е председател на Общинския съвет и явно важна клечка. Филип установява, че в реномираните ресторанти в региона не се предлагат вината на вуйчо му. Приятелят му от детинство Наско пада и си чупи глезена, а Елина се разпорежда във винарната. Филип се опитва да разбере кой стои зад офертата за задлъжнялата винарна. Оказва се, че това е Андрей, който е помагал финансово на Тодор. Междвременно уредът, с който се анализа виното, е откраднат… | БНТ 1    | 53 минути   |
| 1     | 2      | 12 януари 2023 г.   | Шардоне          | Филип не бърза да продава винарната. Смята, че оферираната цена е прекалено ниска. Той се заема да пласира продукцията в някои хотели в Сандански. И успява. По този повод установява колко е добра Елина като енолог. Полицията идва да разследва кражбата на уреда за 30 000 долара. В Общинския съвет на града текат дискусии за вдигане на наемите на общинските терени за лозя. С процедурна врътка Андрей постига отхвърляне на повишаването. Той е женен за Цвета, която е старша медицинска сестра, но я пренебрегва. Оказва се, че любовница му е управителката на ресторанта, която отхвърля вината на Тодор. Марта отива при Андрей и му заявява, че претенциите му са нищожни. Филип смята да стабилизира винарната и после да я продава. От снимка в кабинета на Андрей Марта разбира, че Елина му е дъщеря и го казва на съпруга си Филип. В телефонен разговор с майка си Зоя тя разбира, че купувачът е Андрей... | БНТ 1    | 54 минути   |
| 1     | 3      | 19 януари 2023 г.   | Керацуда         | Марта се опитва да накара Филип да се откаже от винарната, но той е решил да я вдигне на крака и тогава да я продаде. Той събира персонала и предлага да им плати веднага или да останат с него и да им плати по-късно. Почти всички напускат без Пейо, който остава заради Елина. Андрей от своя страна води Цвета на обяд в ресторанта, където Филип е продал от Шардонето на винарната. Андрей през цялото време говори по телефона и Цвета си тръгва без да му се обади. Андрей казва на собственика, че виното не е хубаво и да откаже доставките, а той ще му съдейства пред Общинския съвет за разрешително за строеж. Ресторантът връща партидата и Марта уволнява Елина, защото баща ѝ стои в дъното. Филип и Марта разглеждат стари снимки и се опитват да разберат какво е миналото на рода на Филип, чиято баба Виола е от този край. Те се сближават със стария пъдар дядо Станко, който пази лозето при старата мелница. Той им разказва за миналото на винарната и че Тодор, вуйчото на Филип, я е поел през 90-те години на ХХ век. Елина отива при баща си Андрей в Ощинския съвет, за да му каже, че е уволнена. Той е все зает, но тя го проследява до един апартамент. Андрей получава обаждане от представителка на руснака Титов, от когото той е взел един милион евро за бъдещ проект – Хотелски комплекс на мястото на винарната. Филип се качва в служебната кола на винарната и разбира, че има труп в багажника… | БНТ 1    | 55 минути   |
| 1     | 4      | 26 януари 2023 г.   | Сандански мискет | Полицейският екип арестува Филип за бракониерство. Той е отведен в полицейското управление и е задържан за 72 часа. Дядо Станко вижда ареста на Филип и известява Марта, която отива за помощ при Андрей, но той ѝ се изсмива. Марта не знае какво да прави. В килията вкарват младеж, син на местен дерибей – Харизанов, спонсор на полицията, от когото всички имат респект. В разговора се разбира, че Андрей Бончев не е приятел на Харизанов. Момчето е пуснато бързо, но Филип завързва приятелство с него. Жената на Андрей, Цвета, е изчезнала и не отговаря на телефона си. Андрей се бои, че е дело на Титов. На Андрей не му се иска да занимава шефа на полицията, защото после ще му е задължен. Харизанов нарежда да пуснат Филип. Андрей дочува, че Филип продава винарната на Харизанов. Елина прави копие от ключа на апартамента, който посещава баща ѝ. Когато влиза там, вижда, че проектът за хотел е на мястото на винарната. Търси обяснение от баща си, който я „утешава“, че „винарната няма да изчезне“ и тя ще бъде шеф на всичко. Елина се прибира у дома. Тя живее с приятелката си Антония, която е любовницата на баща ѝ, но тя не знае. Призори пада слана. Елина събужда Филип и заедно с Наско и другите от винарната палят огньове, за да спасят лозите от измръзване. Филип връща Елина на работа, но съпругата му Марта си заминава, без да каже дума.                                                  | БНТ 1    | 54 минути   |
| 1     | 5      | 2 февруари 2023 г.  | Тамянка          | Обидена на баща си за бизнес стратегията му за винарната, Елина е сляпа за по-сериозните семейни проблеми. Тя получава предложение за нова работа и крои планове пред съквартирантката си Антония. Филип се чувства в безизходица, но провокиран от стария си приятел Наско, отива на лов с Харизанов и успява да получи от него заем, за да „закрепи“ положението със заплатите във винарната. Андрей намира Цвета в манастир при сестра Палагия. Той не проявява разбиране към чувствата ѝ и Цвета решава този път да се погрижи сама за себе си. Елина е ужасена да разбере, че приятелката ѝ Антония и баща ѝ са любовници. | БНТ 1    | 54 минути   |
| 1     | 6      | 9 февруари 2023 г.  | Каберне совиньон | Филип е обнадежден, на път е да сключи сделка с Борис Харизанов, дори успява да върне Елина в екипа на винарната. Гузен, Андрей Бончев се опитва да оправи отношенията си с Цвета, но Елина разваля всичко и разкрива изневярата му. Подучен от Андрей Бончев, Пламен Харизанов спира сделката за винарната. | БНТ 1    | 54 минути   |
| 1     | 7      | 16 февруари 2023 г. | Широка мелнишка  | Филип може да изгуби най-ценното си лозе, което се оказва на Общината. Въпреки неприятностите служителите във винарната са по-сплотени от всякога. Филип и Елина решават да ребрандират винарната, дори наемат Радост, за да им помага с продажбите. Цвета постепенно се еманципира, а Андрей има неочаквана визита в дома си. | БНТ 1    | 53 минути   |
| 1     | 8      | 23 февруари 2023 г. | Мелник 55        | Андрей спешно трябва да събере и да върне парите, които му е дал инвеститорът Титов, но Цвета запорира сметките, защото разбира за далаверите му. Филип разкрива пред дядо Станко истинската причина за кризата в отношенията си с Марта. Елина организира дегустация на местни винарски изби. Това помага да продадат част от залежалото си вино. Пред дома си Андрей получава сериозна заплаха. | БНТ 1    | 53 минути   |
| 1     | 9      | 2 март 2023 г.      | Рубин            | Цвета настоява да научи истината за проблемите на Андрей, но афектиран, той стига до крайност. Елина се радва на ласкава рецензия за дегустацията и без да съзнава, флиртува с Филип. Осъзнал, че напълно ще изгуби дъщеря си, Андрей помага на нейната винарна да спечели търга за лозето. По-късно предприема престъпна акция, в опит да намери дължимите пари на Титов. | БНТ 1    | 53 минути   |
| 1     | 10     | 9 март 2023 г.      | Сира             | Филип е шокиран от внезапното пристигане на майка си, която търси истината за смъртта на баба си и дядо си. Дядо Станко им разказва спомените си. Харизанов разбира, че любимата му кобила е изчезнала, а Андрей все още има надежда, че планът му ще сработи. Филип и Елина минават на други отношения. | БНТ 1    | 53 минути   |
| 1     | 11     | 16 март 2023 г.     | Пино ноар        | Андрей разбира, че планът му да намери пари е провален. Цвета го провокира и притеснен, той си признава всичко. Тя му дава нужните пари, но срещу подписана молба за развода им. Зоя, майката на Филип, е впечатлена от Елина, но я приема и като заплаха за брака на сина ѝ и Марта. Андрей връща парите на Титов, но инвеститорът не ги приема. Задачата на Андрей се променя и той прави нова оферта на Зоя. Връзката между двамата е обвита в тайна. Винарната печели първо място в Балканския шампионат, докато Андрей прибира „своето“ от винарната. | БНТ 1    | 54 минути   |
| 1     | 12     | 23 март 2023 г.     | Мавруд           | Елина не може да познае баща си, не иска да го вижда, чувства се виновна заради постъпката му и избягва срещите с Филип. Зоя не може повече да крие дълго пазена тайна и решава да направи признание пред сина си и пред дядо Станко. Филип е шокиран от разказа на майка си, но намира сили да ѝ прости. Зоя отправя предложение към Елина, което елиминира Андрей от играта. Ентусиазмът на Филип за бъдещето е попарен от връщането на Марта. Андрей е съсипан и решава да спаси семейството си, без да съзнава каква цена ще трябва да плати. | БНТ 1    | 56 минути   |
| 2     | 1      | 7 януари 2024 г.    | Ризлинг          | Срещу „Маркова изба“ се строи нова винарна „Алени хълмове“. Филип пренебрегва това, защото е в шок, че ще става отново баща. Елина слага край на връзката им, а стресът „отнема“ обонянието й. Андрей Бончев продължава игрите на политическия фронт, където предстоят избори. | БНТ 1    | 55 минути   |
| 2     | 2      | 14 януари 2024 г.   | Мускат           | Филип не е очарован от Дария, за разлика от Наско, който приема предложението й да работи в „Алени хълмове“. Андрей разбира, че някой изкупува земи в Каменна поляна. Все още без обоняние, Елина прави груба грешка пред клиенти. | БНТ 1    | 53 минути   |
| 2     | 3      | 21 януари 2024 г.   | Димят            | Ситуация около земя на сестра Пелагия става все по-интересна на Андрей. Наско се оказва в „небрано лозе“, когато разбира, че италиански винен експерт ще командва в „Алени хълмове“. Зоя лишава Елина от дялове в „Маркова изба“, заради което еноложката напуска. | БНТ 1    | 54 минути   |
| 2     | 4      | 28 януари 2024 г.   | Санджовезе       | Цвета и сестра Пелагия заминават за Рим, където Цвета изживява романс, а игуменката се среща със сина си. Андрей се появява на винарски семинар в „Алени хълмове“ и „хвърля бомбата“ за строежа на инсталация за биологични отпадъци в региона. | БНТ 1    | 54 минути   |
| 2     | 5      | 4 февруари 2024 г.  | Малбек           | Наско се връща в „Маркова изба“, а Елина започва работа в „Алени хълмове“, но с изненада разбира, че пак ще й се наложи да работи с Филип. Андрей опитва да спре процедурата за строежа на инсталацията, а Филип признава на Елина чувствата си, което чудодейно връща обонянието ѝ. | БНТ 1    | 54 минути   |
| 2     | 6      | 11 февруари 2024 г. | Каберне Фран     | Повикан от Филип, Кристоф Вале става консултант на „Маркова изба“, което вбесява Елина. От дневника на баба си Дария разбира, че миналото на семейството ѝ е свързано с предците на Филип. Андрей се кандидатира за кмет и изобличава плановете за Каменна поляна. | БНТ 1    | 54 минути   |
| 2     | 7      | 18 февруари 2024 г. | Памид            | Филип и Елина споделят забранен момент, а разочарована от Харизанов, Антония дава на Андрей ценна информация. За да развали плановете му Андрей търси съюз с Дария, която организира събиране на винарите от региона. | БНТ 1    | 54 минути   |
| 2     | 8      | 25 февруари 2024 г. | Мерло            | Харизанов разкрива компрометиращ запис на Андрей, а Елина съсипва виното си, защото спешно кара Марта в болницата. Филип и Дария са на път да се обединят, но спор за морала на прадядото на Филип – Марко ги спира. Всеки споделя своята гледна точка за миналото. | БНТ 1    | 54 минути   |
| 2     | 9      | 3 март 2024 г.      | Пополка          | 1922 г. Марко заживява като слуга в дома на Никола, който го харесва, образова в чужбина и жени за дъщеря си Катина. Катина и Марко се сближават с бизнесмена Емил и писателката Ана (бабата и дядото на Дария), които обещават помощ в бизнеса с вино. Всички се готвят за сватбата на сестрата на Катина, Виола, но в навечерието й мълния убива жениха и Никола. | БНТ 1    | 57 минути   |
| 2     | 10     | 10 март 2024 г.     | Кадарка          | Марко става придворен доставчик на вино, благодарение контактите на Ана и Емил. Катина ражда момче, но разбира, че ако зачене пак, ще умре. За да запази семейството, тя убеждава сестра си да стане любовница на Марко. Емил е обвинен в предателство и Ана търси финансова помощ от Марко, но Катина скрива писмото й от мъжа си. Когато Марко разбира, вече е късно, приятелят му се е самоубил. | БНТ 1    | 57 минути   |
| 2     | 11     | 17 март 2024 г.     | Мелник 82        | Филип и Дария упорито отказват да се обединят, докато тя не открива скрито писмо в дневника на Ана, което преобръща мнението й за стореното преди години от Марко. Андрей разчиства пътя си към кметския пост, а Елина и Филип се оказват заедно в Бургас. | БНТ 1    | 58 минути   |
| 2     | 12     | 24 март 2024 г.     | Юни блан         | Андрей намира нови съюзници и се кандидатира за кмет, а "чудо" скрито в архивите на манастира спира строежа на инсталацията за биологични отпадъци на Харизанов. Марта разбира за връзката на Елина и Филип, което изправя Филип пред най-трудния избор. | БНТ 1    | 57 минути   |

## Галерия
|                                 |
| Елена Телбис по време на снимки |

|                                    |
| Владимир Зомбори в ролята на Филип |

|                                 |
| Владимир Зомбори и Елена Телбис |

|                               |
| Виктор Божинов и Елена Телбис |

|                                    |
| Eкипът на сериала пред Вила Мелник |

|                                           |
| Герасим Георгиев – Геро в ролята на Наско |

|                                       |
| Част от процеса на заснема на сериала |

|                                 |
| Елена Телбис и Владимир Зомбори |

|                                                  |
| Кадър от сериала на горящите лозя на Вила Мелник |

|                                |
| Елена Телбис в ролята на Елина |

|                                           |
| Елена Телбис по време на снимачния процес |

|                                      |
| Подготовка на Елена Телбис за снимки |

|                         |
| Сцена от сериала „Вина“ |

|                                                 |
| Виктор Божинов, Елена Телбис и Владимир Зомбори |

|                                 |
| Панорамен изглед на Вила Мелник |

|                                 |
| Владимир Зомбори и Елена Телбис |

|             |
| Вила Мелник |

|                                   |
| Лилия Маравиля и Герасим Георгиев |

|                                   |
| Михаил Билалов като Андрей Бончев |

|                                 |
| Силвия Лулчева и Лилия Маравиля |

|                             |
| Герасим Георгиев като Наско |

|                                        |
| Параскева Джукелова като Цвета Бончева |

|                                            |
| Сцена от сериала "Вина", сезон 2, епизод 3 |

|                         |
| Силвия Лулчева като Зоя |

|                               |
| Лилия Маравиля и Елена Телбис |

|                                            |
| Сцена от сериала "Вина", сезон 2, епизод 4 |

|                              |
| Светлана Янчева като Пелагия |

|                         |
| Елена Телбис като Елина |

|                                 |
| Михаил Билалов и Лилия Маравиля |

|                                    |
| Елена Телбис и Параскева Джукелова |

|                                 |
| Мая Бежанска и Милица Гладнишка |

|                                   |
| Михаил Билалов като Андрей Бончев |

|                                            |
| Сцена от сериала "Вина", сезон 2, епизод 6 |

|                                                           |
| Герасим Георгиев, Кристина Верославова и Владимир Зомбори |

|                                     |
| Веселин Калановски и Михаил Билалов |

|                                     |
| Владимир Зомбори и Димитър Селенски |

|                           |
| Лилия Маравиля като Дария |

|                                         |
| Владимир Зомбори и Кристина Верославова |

|                         |
| Елена Телбис като Елина |

|                                            |
| Сцена от сериала "Вина", сезон 2, епизод 9 |

|                             |
| Велислав Павлов като Никола |

|                                           |
| Велислав Павлов и Александър Хаджиангелов |

|                   |
| Кадър от епизод 9 |

|                              |
| Севар Иванов и Ева Данаилова |

|                            |
| Фани Коларова като Теофана |